# 珠芽穆坪紫堇
珠芽穆坪紫堇（学名：Corydalis flexuosa f. bulbillifera）为罂粟科紫堇属穆坪紫堇下的一个变型。

## 扩展阅读
- 維基物種上的相關：珠芽穆坪紫堇